# Budișteni, Buzău
Budișteni este un sat în comuna Costești din județul Buzău, Muntenia, România. Satul se află în Câmpia Călmățuiului, în sudul județului.